# Palimpsest von Bojana
Das Palimpsest von Bojana ist eine Handschrift in altkirchenslawischer Sprache aus dem 13. Jahrhundert. Es sind 109 Pergamentblätter im Format 160 × 185 cm erhalten (von ursprünglich wahrscheinlich 224 Blättern), die Texte aus den vier Evangelien des Neuen Testaments in kyrillischer Schrift (Evangeliar) enthalten, außerdem ein Synaxarion und ein Menäon. 42 Blätter waren vorher mit Evangelientexten in glagolitischer Schrift beschrieben (Palimpsest). Dessen Text hatte große Ähnlichkeit mit dem Codex Zographensis (und dem Codex Marianus) und entstand wahrscheinlich im späten 11. Jahrhundert im heutigen Mazedonien (Schule von Ohrid). 

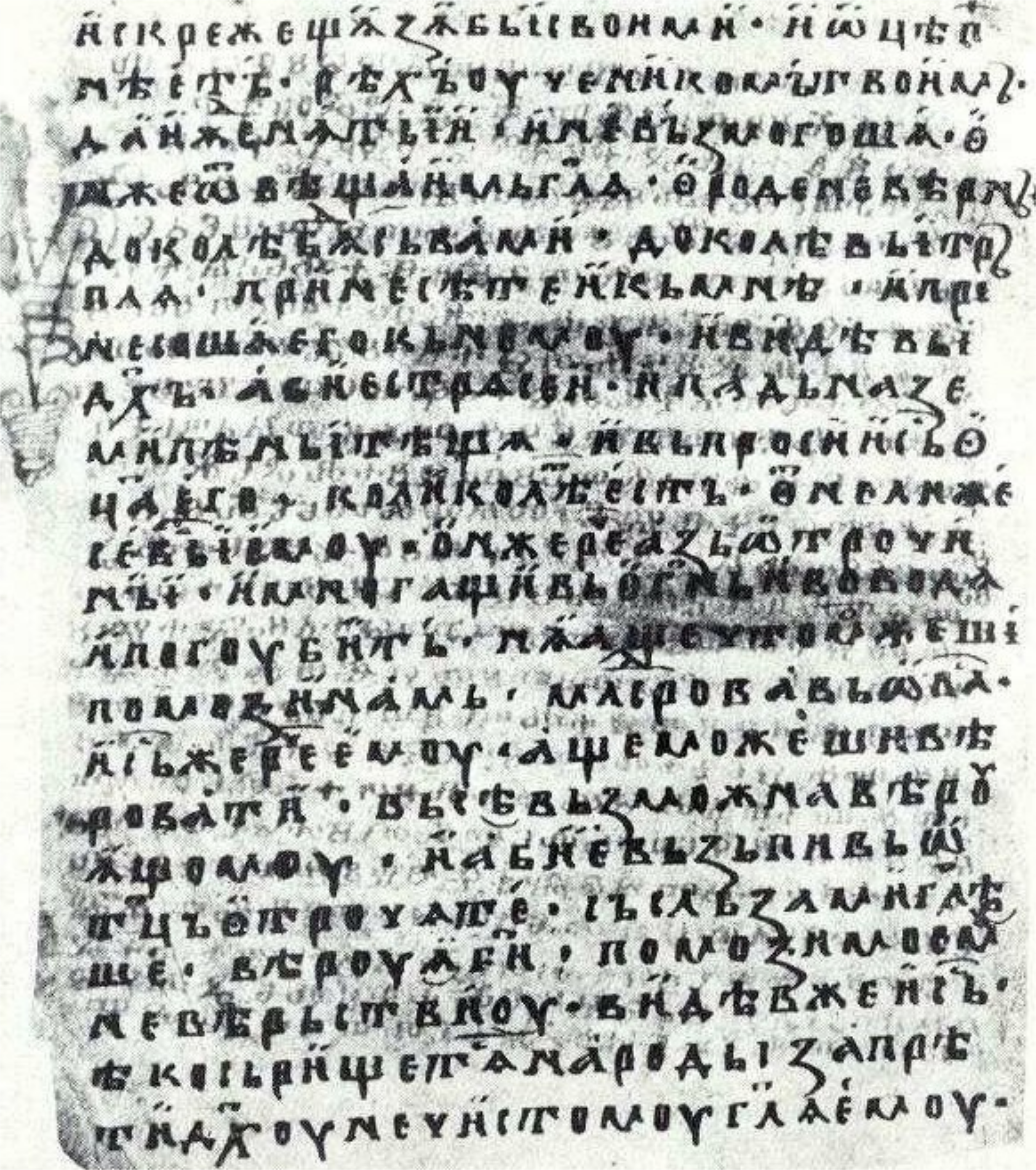
Palimpsest von Bojana

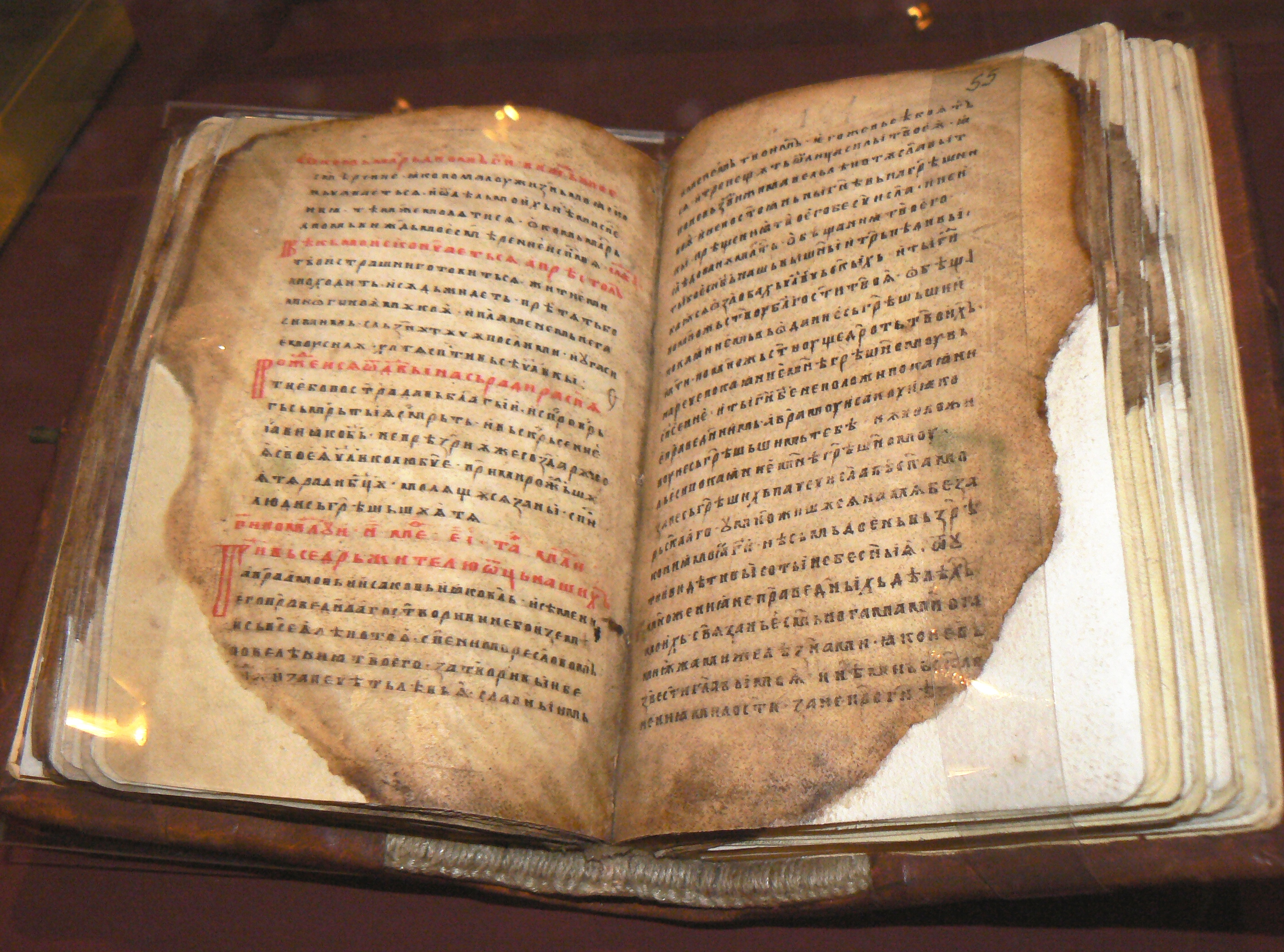
Psalter von Bojana

Die Handschrift wurde 1845 in Bulgarien in der Ortschaft Bojana in der Nähe der Hauptstadt Sofia durch den russischen Slawisten Wiktor Grigorowitsch gefunden und befindet sich heute in der Russischen Staatsbibliothek in Moskau, Sammlung 87, №8 / M. 1690.
Das Palimpsest von Bojana ist vom Psalter von Bojana zu unterscheiden, einem anderen kyrillischen Manuskript aus dem 13. Jahrhundert, das 1981 bei der Restaurierung der Kirche von Bojana entdeckt worden ist. Der Psalter von Bojana wird gegenwärtig im Museum "Kirche von Bojana" als Zweig des Nationalen Geschichtsmuseums von Bulgarien in Halle 3 unter der Inventarnummer 35 aufbewahrt.

## Text
- И. Добрев,  Боянски палимпсест Глаголическият текст на Боянския палимпсест. Старобългарски паметник от края на XI в., София, 1972 (Glagolitischer Text in kyrillischer Transliteration)